# トミー・テイラー
トミー・テイラー（Tommy Taylor, 1932年1月29日 - 1958年2月6日）は、イングランド・サウス・ヨークシャーのバーンズリー出身の元同国代表サッカー選手。現役時代のポジションはフォワード。

## 経歴
1949年にバーンズリーにてキャリアをスタートさせる。その後、1953年にマンチェスター・ユナイテッドへ移籍、同年にはイングランド代表にも選出され、1954 FIFAワールドカップにも参加している。マンチェスター・ユナイテッドでは、監督マット・バスビーの下、プレミアリーグ、コミュニティーシールド連覇などを成し遂げるも、1958年にUEFAチャンピオンズカップの遠征時にミュンヘンの悲劇の犠牲となり死去。

## 所属クラブ
- 1949-1953  バーンズリー
- 1953-1958  マンチェスター・ユナイテッド